# Per odiarti non ho tempo
Per odiarti non ho tempo è un singolo del rapper italiano Highsnob, pubblicato il 25 settembre 2020 come secondo estratto dall'album in studio Yang.
Il brano vede la partecipazione del rapper Samuel Heron, l'artista musicale con cui insieme collaborò nel gruppo musicale Bushwaka.

## Tracce
1. Per odiarti non ho tempo – 2:54